# Calophyllum piluliferum
Calophyllum piluliferum är en tvåhjärtbladig växtart som beskrevs av P.F Stevens. Calophyllum piluliferum ingår i släktet Calophyllum och familjen Calophyllaceae. Inga underarter finns listade i Catalogue of Life.